# 锡金滑蜥
锡金滑蜥（学名：Scincella sikimmensis）为石龙子科滑蜥属的爬行动物。分布于印度、尼泊尔、锡金以及中国大陆的西藏等地，一般栖息于杂草丛生的向阳山坡。其生存的海拔范围为1000至2300米。该物种的模式产地在锡金。其种加词“sikimmensis”意为“锡金的”。

## 保护
本种于2023年被收录入《有重要生态、科学、社会价值的陆生野生动物名录》。